# CERH Champions League 1998-1999
La CERH Champions League 1998-1999 è stata la 34ª edizione della massima competizione europea di hockey su pista riservata alle squadre di club, la 3ª con tale denominazione. Il torneo ha avuto inizio il 14 novembre 1998 e si è concluso il 2 maggio 1999.
Il titolo è stato conquistato dall'Igualada per la sesta volta nella sua storia.

## Squadre partecipanti
| Nazione     | Club             | Città                | Qualificazione                                                  |
| ----------- | ---------------- | -------------------- | --------------------------------------------------------------- |
| Francia     | La Vendéenne     | La Roche-sur-Yon     | 3º in Nationale 1 1997-1998                                     |
| Francia     | Mérignac         | Mérignac             | 2º in Nationale 1 1997-1998                                     |
| Francia     | Quévert          | Quévert              | 1º in Nationale 1 1997-1998, campione di Francia                |
| Inghilterra | Herne Bay United | Herne Bay            | 1º in Roller Hockey Premier League 1998, campione d'Inghilterra |
| Italia      | Amatori Vercelli | Vercelli             | 2º in Serie A1 1997-1998                                        |
| Italia      | Novara           | Novara               | 1º in Serie A1 1997-1998, campione d'Italia                     |
| Italia      | Prato Primavera  | Prato                | 3º in Serie A1 1997-1998                                        |
| Paesi Bassi | Valkenswaardse   | Valkenswaard         | 1º in 1ª Klasse 1998, campione dei Paesi Bassi                  |
| Portogallo  | Benfica          | Lisbona              | 1º in Divisão 1997-1998, campione del Portogallo                |
| Portogallo  | Paço de Arcos    | Paço de Arcos        | 3º in Divisão 1997-1998                                         |
| Portogallo  | Porto            | Porto                | 2º in Divisão 1997-1998                                         |
| Spagna      | Barcellona       | Barcellona           | 1º in División de Honor 1997-1998, campione di Spagna           |
| Spagna      | Igualada         | Igualada             | Campione d'Europa in carica                                     |
| Spagna      | Noia             | Sant Sadurní d'Anoia | Detentore Coppa del Re 1998                                     |
| Spagna      | Vic              | Vic                  | 2º in División de Honor 1997-1998                               |
| Svizzera    | Ginevra          | Ginevra              | 1º in Lega Nazionale A 1998, campione di Svizzera               |
| Svizzera    | Thunerstern      | Thun                 | 2º in Lega Nazionale A 1998                                     |
| Svizzera    | Uttigen          | Uttigen              | 3º in Lega Nazionale A 1998                                     |

## Risultati

### Primo turno
| Squadra 1   | Totale | Squadra 2     | Andata | Ritorno |
| ----------- | ------ | ------------- | ------ | ------- |
| Mérignac    | 4 - 10 | Quévert       | 2 - 3  | 2 - 7   |
| Thunerstern | 4 - 7  | Paço de Arcos | 0 - 2  | 4 - 5   |

### Ottavi di finale
| Squadra 1        | Totale | Squadra 2        | Andata | Ritorno |
| ---------------- | ------ | ---------------- | ------ | ------- |
| Benfica          | 30 - 2 | Valkenswaardse   | 19 - 1 | 11 - 1  |
| Ginevra          | 3 - 17 | Vic              | 2 - 8  | 1 - 9   |
| Herne Bay United | 14 - 5 | La Vendéenne     | 5 - 4  | 9 - 1   |
| Noia             | 3 - 9  | Igualada         | 3 - 4  | 0 - 5   |
| Paço de Arcos    | 7 - 5  | Amatori Vercelli | 4 - 2  | 3 - 3   |
| Prato Primavera  | 4 - 7  | Novara           | 2 - 3  | 2 - 4   |
| Quévert          | 3 - 30 | Porto            | 1 - 5  | 2 - 25  |
| Uttigen          | 6 - 18 | Barcellona       | 2 - 9  | 4 - 9   |

### Fase a gironi

#### Girone A
| Squadra       | Pt | G | V | N | P | GF | GS | DG  |
| ------------- | -- | - | - | - | - | -- | -- | --- |
| Porto         | 11 | 6 | 5 | 1 | 0 | 31 | 13 | +18 |
| Igualada      | 7  | 6 | 3 | 1 | 2 | 25 | 20 | +5  |
| Benfica       | 4  | 6 | 2 | 0 | 4 | 24 | 25 | -1  |
| Paço de Arcos | 2  | 6 | 1 | 0 | 5 | 17 | 39 | -22 |

| Prima giornata   |     |               |
| Benfica          | 4–5 | Porto         |
| Igualada         | 6–1 | Paço de Arcos |
| Seconda giornata |     |               |
| Paço de Arcos    | 5–4 | Benfica       |
| Porto            | 8–3 | Igualada      |
| Terza giornata   |     |               |
| Benfica          | 3–1 | Igualada      |
| Porto            | 8–2 | Paço de Arcos |
| Quarta giornata  |     |               |
| Paço de Arcos    | 3–7 | Igualada      |
| Porto            | 3–1 | Benfica       |
| Quinta giornata  |     |               |
| Benfica          | 9–5 | Paço de Arcos |
| Igualada         | 2–2 | Porto         |
| Sesta giornata   |     |               |
| Igualada         | 6–3 | Benfica       |
| Paço de Arcos    | 1–5 | Porto         |

#### Girone B
| Squadra          | Pt | G | V | N | P | GF | GS | DG  |
| ---------------- | -- | - | - | - | - | -- | -- | --- |
| Barcellona       | 12 | 6 | 6 | 0 | 0 | 38 | 12 | +26 |
| Novara           | 7  | 6 | 3 | 1 | 2 | 30 | 16 | +14 |
| Vic              | 5  | 6 | 2 | 1 | 3 | 32 | 21 | +11 |
| Herne Bay United | 0  | 6 | 0 | 0 | 6 | 13 | 64 | -51 |

| Prima giornata   |      |                  |
| Barcellona       | 6–1  | Vic              |
| Novara           | 16–2 | Herne Bay United |
| Seconda giornata |      |                  |
| Herne Bay United | 2–9  | Barcellona       |
| Vic              | 2–3  | Novara           |
| Terza giornata   |      |                  |
| Herne Bay United | 3–15 | Vic              |
| Novara           | 2–5  | Barcellona       |
| Quarta giornata  |      |                  |
| Herne Bay United | 2–6  | Novara           |
| Vic              | 3–6  | Barcellona       |
| Quinta giornata  |      |                  |
| Barcellona       | 9–3  | Herne Bay United |
| Novara           | 2–2  | Vic              |
| Sesta giornata   |      |                  |
| Barcellona       | 3–1  | Novara           |
| Vic              | 9–1  | Herne Bay United |

### Final four
Le Final Four della manifestazione si sono disputate a Igualada dal 1º al 2 maggio 1999.

#### Tabellone
|  | Semifinali | Semifinali | Semifinali |          |       | Finale             | Finale             | Finale             |  |
|  |            |            |            |          |       |                    |                    |                    |  |
|  | Porto      | Porto      | 7          |          |       |                    |                    |                    |  |
|  | Porto      | Porto      | 7          |          |       |                    |                    |                    |  |
|  | Novara     | Novara     | 4          |          |       |                    |                    |                    |  |
|  | Novara     | Novara     | 4          |          | Porto | Porto              | 4 (1)              |                    |  |
|  |            |            |            |          | Porto | Porto              | 4 (1)              |                    |  |
|  |            |            | Igualada   | Igualada | 4 (2) |                    |                    |                    |  |
|  | Barcellona | Barcellona | Igualada   | Igualada | 4 (2) | 1                  |                    |                    |  |
|  | Barcellona | Barcellona |            |          |       | 1                  |                    |                    |  |
|  | Igualada   | Igualada   | 3          |          |       | Finale 3º/4º posto | Finale 3º/4º posto | Finale 3º/4º posto |  |
|  | Igualada   | Igualada   | 3          |          |       |                    |                    |                    |  |
|  |            |            |            |          |       |                    |                    |                    |  |
|  |            |            |            |          |       | Novara             | Novara             | 2                  |  |
|  |            |            |            |          |       | Novara             | Novara             | 2                  |  |
|  |            |            |            |          |       | Barcellona         | Barcellona         | 5                  |  |

#### Semifinali
| Igualada 1º maggio 1999 | Porto | 7 – 4 | Novara | Poliesportiu Les Comes |

| Igualada 1º maggio 1999 | Barcellona | 1 – 3 | Igualada | Poliesportiu Les Comes |

#### Finale 3º / 4º posto
| Igualada 2 maggio 1999 | Novara | 2 – 5 | Barcellona | Poliesportiu Les Comes |

#### Finale 1º / 2º posto
| Igualada 2 maggio 1999                 | Porto          | 4 – 4 (d.t.s.) | Igualada | Poliesportiu Les Comes |
| \| \| \| \| \| \| Shootout 1 – 2 \| \| |                |                |          |                        |
|                                        |                |                |          |                        |
|                                        | Shootout 1 – 2 |                |          |                        |